# PCエンジン mini
PCエンジン mini（PC Engine mini、ピーシーエンジン ミニ）は、1987年に日本電気ホームエレクトロニクス（NEC-HE）より発売された家庭用テレビゲーム機「PCエンジン」の復刻版。
PCエンジンをNEC-HEとともに開発したハドソンを吸収合併したコナミデジタルエンタテインメント (KDE) より、2020年3月19日にAmazon.co.jp専売で発売された。
日本国外でも、北米市場にて「TurboGrafx-16 mini」（ターボグラフィックス-16 mini）、欧州（ユーロ圏）にて「PC Engine CoreGrafx mini」（PCエンジン コアグラフィックス mini）が発売された。

## ハードウェア
開発にはゲームソフトの移植に多数経験のあるM2や、テレビゲーム用周辺機器の開発に実績のあるHORIが関わった。
元のデザインから約85%に縮小したデザインとなっており、一回り小さいぐらいの大きさとなっている。
RUNボタンとSELECTボタンを同時に押すこと（当時のソフトリセットコマンド）で「ゲームメニュー」を出すことができ、ゲームが一時停止する。ここでは、ゲームの進行状況を好きなタイミングでセーブ・ロードできる「カンタンセーブ機能」やソフト選択画面への移動、ゲームのリセットなどを行える。ただし、ここでのリセットは当時の電源再投与を再現しているため、当時のソフトリセットの動作をPCエンジン miniで再現することは基本的に不可能となる。
SUPER CD-ROM2やARCADE CD-ROM2タイトルでは、SELECTボタンを押しながらソフトを決定することでシステムカードのダウングレード起動を再現することができる。また、一部のHuCARDタイトルでは同様のコマンドを入力すると特殊バージョンが起動するなど、隠し要素も多い。なお、これらの特殊バージョンについては、本稿では収録タイトル数には数えない。
ゲーム画面のサイズは5種類から選べる。基本となる「スタンダード」に加え、スタンダードの比率のまま画面全体にフィットさせた「スタンダード拡大」、PCエンジンの比率に忠実な「ピクセルパーフェクト」、画面全体に比率を引き伸ばした「ビスタ」のほか、PCエンジンGTのフレームとTFT液晶を擬似的に再現する「GTモード」がある。また、ブラウン管モニターの見え方を擬似的に再現した「CRTフィルタ」を加えることもできる。
PCエンジン発売当時に同梱された「PCエンジンパッド」（PI-PD001）を、サイズはそのままに接続端子をUSB仕様としたパッドが1つ付属するほか、「ターボパッド for PCエンジン mini」と呼ばれる連射機能付きパッド（こちらは「ターボパッド」（PI-PD002）がモチーフ）が別売で単体購入できる。また、PCエンジンシリーズには1つしかなかったパッド接続口は2か所に増設されているため、当時とは異なり3人以上でのプレイに限って専用のマルチタップが必要となる。
映像・音声出力用にHDMI端子が用意されており、現代のディスプレイやデジタルテレビにも接続できる。
電源入力端子はmicro-B USB端子である。ACアダプタは付属しないため、純正もしくはUSBのAコネクタに電源供給できる市販のACアダプタ（出力 5.0V/2.0A以上）等が別途必要となる。

## 収録ソフト
（出典・参考：）
ニンテンドークラシックミニ ファミリーコンピュータやメガドライブ ミニなど他メーカーの復刻系ゲーム機と同様、HuCARDやCD-ROMは使用できず、かつて発売されたPCエンジンのソフト34本が基本的にそのままプリインストール（内蔵）されている。見た目こそ初代機のPCエンジンであるが、収録ソフトは初代機単体で遊べるタイトルだけにとどまらず、PCエンジンスーパーグラフィックス用ソフトの『オルディネス』、CD-ROM2用の『イースI・II』、SUPER CD-ROM2用の『天外魔境II 卍MARU』、ARCADE CD-ROM2用の『銀河婦警伝説サファイア』などのタイトルも収録が発表されている。
また、TurboGrafx-16用タイトル（当時の北米市場に向けた作品）24本も基本的にそのままプリインストールされており、合わせて58本のゲームタイトルが一台に収録される。なお、PCエンジンとTurboGrafx-16の切り替えは、ソフト選択画面の右下のコマンドにて行う。
各国のレーティングはCERO：D（17才以上対象）、ESRB：M（17歳以上）、PEGI：12である。

### 日本版本体収録のPCエンジンタイトル
当時日本向けに発売されたPCエンジン版タイトル。ゲーム内の言語はすべての本体共通で日本語となっている。
| タイトル                      | オリジナルメーカー | 当時の媒体           | 備考 |
| ----------------------------- | ------------------ | -------------------- | --- |
| THE 功夫                      | ハドソン           | HuCARD               | |
| 邪聖剣ネクロマンサー          | ハドソン           | HuCARD               | |
| ギャラガ'88                   | ナムコ             | HuCARD               | |
| ファンタジーゾーン            | NECアベニュー      | HuCARD               | PCエンジン mini独自の仕様（隠し要素）として、「near Arcade版」（アーケード版に仕様を近づけた新設計版）を同時収録。                                        |
| ドラゴンスピリット            | ナムコ             | HuCARD               | |
| あっぱれ!ゲートボール         | ハドソン           | HuCARD               | |
| ネクタリス                    | ハドソン           | HuCARD               | TurboGrafx-16版を同時収録。 |
| ダンジョンエクスプローラー    | ハドソン           | HuCARD               | TurboGrafx-16版を同時収録。 |
| ニュートピア                  | ハドソン           | HuCARD               | TurboGrafx-16版を同時収録。 |
| PC原人                        | ハドソン           | HuCARD               | |
| イースI・II                   | ハドソン           | CD-ROM2              | TurboGrafx-16版を同時収録。 |
| 源平討魔伝                    | ナムコ             | HuCARD               | |
| スーパーダライアス            | NECアベニュー      | CD-ROM2              | |
| スプラッターハウス            | ナムコ             | HuCARD               | 北米・欧州では、TurboGrafx-16版が代わりに収録される。 |
| スーパースターソルジャー      | ハドソン           | HuCARD               | PCエンジン mini独自の仕様（隠し要素）として、新たにIボタンとSELECTボタンの操作を入れ換えたバージョンを同時収録。                                          |
| 大魔界村                      | NECアベニュー      | HuCARD (SUPER GRAFX) | |
| ワルキューレの伝説            | ナムコ             | HuCARD               | |
| オルディネス                  | ハドソン           | HuCARD (SUPER GRAFX) | |
| 精霊戦士スプリガン            | ナグザット         | CD-ROM2              | |
| ニュートピアII                | ハドソン           | HuCARD               | TurboGrafx-16版を同時収録。 |
| グラディウス                  | コナミ             | HuCARD               | PCエンジン mini独自の仕様（隠し要素）として、「near Arcade版」（アーケード版に仕様を近づけた新設計版）を同時収録。                                        |
| スーパー桃太郎電鉄II          | ハドソン           | HuCARD               | |
| 忍者龍剣伝                    | ハドソン           | HuCARD               | |
| 天外魔境II 卍MARU             | ハドソン           | SUPER CD-ROM2        | 北米・欧州では未収録。 |
| スターパロジャー              | ハドソン           | SUPER CD-ROM2        | |
| スプリガン mark2              | ナグザット         | SUPER CD-ROM2        | |
| SNATCHER                      | コナミ             | SUPER CD-ROM2        | |
| グラディウスII -GOFERの野望-  | コナミ             | SUPER CD-ROM2        | |
| 超兄貴                        | メサイヤ           | SUPER CD-ROM2        | |
| 悪魔城ドラキュラX 血の輪廻    | コナミ             | SUPER CD-ROM2        | |
| ボンバーマン'94               | ハドソン           | HuCARD               | |
| ときめきメモリアル            | コナミ             | SUPER CD-ROM2        | 北米・欧州では未収録。PCエンジン mini独自の仕様（隠し要素）として、ゲーム内ミニゲームの『フォースギア』と『ツインビーりたーんず』が単体で起動させられる。 |
| ボンバーマン ぱにっくボンバー | ハドソン           | SUPER CD-ROM2        | |
| 銀河婦警伝説サファイア        | ハドソン           | ARCADE CD-ROM2       | |

### 日本版本体収録のTurboGrafx-16タイトル
当時北米向けに発売されたタイトル。ゲーム内の表示言語・音声が英語になっているほか、当時日本向けに発売されたタイトルとはゲーム内容に一部差異がある。また、以下24本中5本がPCエンジン版とTurboGrafx-16版の同時収録となっているが、当該のタイトルは備考欄に記し、太字表記としない。
| タイトル             | PCエンジン版タイトル       | オリジナルメーカー（PCエンジン版） | 当時の媒体    | 備考 |
| -------------------- | -------------------------- | ---------------------------------- | ------------- | --- |
| Alien Crush          | エイリアンクラッシュ       | ナグザット                         | HuCard        | パッケージ表示やソフト選択画面の表示位置はTurboGrafx-16版となっているが、ゲーム本編はPCエンジン版が収録される。      |
| Victory Run          | ビクトリーラン             | ハドソン                           | HuCard        | |
| Blazing Lazers       | ガンヘッド                 | ハドソン                           | HuCard        | PCエンジン版からのタイトル変更に伴い、映画『ガンヘッド』に関する著作権表示が無くなっている。                         |
| Neutopia             | ニュートピア               | ハドソン                           | HuCard        | PCエンジン版を同時収録。                                                                                             |
| Dungeon Explorer     | ダンジョンエクスプローラー | ハドソン                           | HuCard        | PCエンジン版を同時収録。                                                                                             |
| R-Type               | R-TYPE I・R-TYPE II        | ハドソン                           | HuCard        | PCエンジン版の2作品（前後編）を1本にまとめた作品。                                                                   |
| Moto Roader          | モトローダー               | メサイヤ                           | HuCard        | |
| Power Golf           | パワーゴルフ               | ハドソン                           | HuCard        | |
| Ys Book I&II         | イースI・II                | ハドソン                           | TurboGrafx-CD | PCエンジン版を同時収録。                                                                                             |
| Ninja Spirit         | 最後の忍道                 | アイレム                           | HuCard        | |
| J.J. & Jeff          | カトちゃんケンちゃん       | ハドソン                           | HuCard        | PCエンジン版における加藤茶と志村けんが、それぞれ「J.J.」と「JEFF」というオリジナルキャラクターに差し替えられたもの。 |
| Space Harrier        | スペースハリアー           | NECアベニュー                      | HuCard        | |
| Military Madness     | ネクタリス                 | ハドソン                           | HuCard        | PCエンジン版を同時収録。                                                                                             |
| Chew-Man-Fu          | ビーボール                 | ハドソン                           | HuCard        | |
| Psychosis            | パラノイア                 | ナグザット                         | HuCard        | |
| Bonk's Revenge       | PC原人2                    | ハドソン                           | HuCard        | |
| Parasol Stars        | パラソルスター             | タイトー                           | HuCard        | |
| Cadash               | カダッシュ                 | タイトー                           | HuCard        | |
| New Adventure Island | 高橋名人の新冒険島         | ハドソン                           | HuCard        | |
| Air Zonk             | PC電人                     | ハドソン                           | HuCard        | |
| Neutopia II          | ニュートピアII             | ハドソン                           | HuCard        | PCエンジン版を同時収録。                                                                                             |
| Soldier Blade        | ソルジャーブレイド         | ハドソン                           | HuCard        | PCエンジン mini独自の仕様（隠し要素）として、当時のPCエンジン版のスペシャルバージョン（非売品）を同時収録。          |
| Lords of Thunder     | ウィンズ オブ サンダー     | ハドソン                           | Super CD-ROM2 | |
| Bomberman '93        | ボンバーマン'93            | ハドソン                           | HuCard        | |

### 北米・欧州本体専用の収録タイトル
北米・欧州の「TurboGrafx-16 mini」や「PC Engine CoreGrafx mini」では、上記「PCエンジン mini」収録タイトルが概ね収録されている。ただし、PCエンジンタイトルとして『天外魔境II 卍MARU』、『ときめきメモリアル』、『スプラッターハウス』の3作品は未収録となる。
代わりとして、以下に記した専用・代替タイトル（2作品）が収録される。
| カテゴリ      | タイトル      | オリジナルメーカー（PCエンジン版） | 当時の媒体 | 備考 |
| ------------- | ------------- | ---------------------------------- | ---------- | --- |
| PCエンジン    | 沙羅曼蛇      | コナミ                             | HuCARD     | 独自の仕様として、「near Arcade版」、『フォースギア』、『ツインビーりたーんず』を本体に同時収録。            |
| TurboGrafx-16 | Splatterhouse | ナムコ                             | HuCARD     | PCエンジン版『スプラッターハウス』を差し替えた収録となっているため、PCエンジン版を併せて遊ぶことはできない。 |

日本版「PCエンジン mini」に収録される24本のTurboGrafx-16タイトルについては、すべて同様に遊ぶことが可能。

## 周辺機器
（参考：）
| 型番    | 名称                             | 備考                                                                                         |
| ------- | -------------------------------- | -------------------------------------------------------------------------------------------- |
| HTG-002 | コントローラー                   | 本体付属の標準コントローラー。                                                               |
| HTG-003 | ターボパッド for PCエンジン mini | HORIから発売。本体付属の標準コントローラーとは異なり、I・IIボタンに2段階の連射を設定できる。 |
| HTG-004 | マルチタップ for PCエンジン mini | HORIから発売。最大5つまでコントローラー（パッド）を接続できるようになる。                    |
| HTG-005 | ACアダプター for PCエンジン mini | HORIから発売。本体付属のUSBケーブルに接続して使用する。                                      |
| HTG-008 | PCエンジン mini                  |                                                                                              |
| HTG-009 | PC Engine CoreGrafx mini         | 欧州のみの販売となる。                                                                       |
| HTG-010 | TurboGrafx-16 mini               | 北米のみの販売となる。                                                                       |
|         | HDMIケーブル                     | 本体に1つ同梱。                                                                              |
|         | USBケーブル                      | マイクロUSB規格。本体に1つ同梱。                                                             |

## リージョンごとの特徴
以下、日本・北米・欧州における製品（本体・パッド）の外見や機能、収録タイトルの違いなどを記す。なお、北米版と欧州版には収録タイトルの違いはない。
| 地域                                     | 日本                                | 北米                                | 欧州                                |
| ---------------------------------------- | ----------------------------------- | ----------------------------------- | ----------------------------------- |
| 名称                                     | PCエンジン mini                     | TurboGrafx-16 mini                  | PC Engine CoreGrafx mini            |
| モチーフ                                 | PCエンジン                          | TurboGrafx-16                       | PCエンジンコアグラフィックス        |
| 全地域共通収録タイトル                   | PCエンジン 31本・TurboGrafx-16 24本 | PCエンジン 31本・TurboGrafx-16 24本 | PCエンジン 31本・TurboGrafx-16 24本 |
| 『天外魔境II 卍MARU』                    | 収録                                | 未収録                              | 未収録                              |
| 『ときめきメモリアル』                   | 収録                                | 未収録                              | 未収録                              |
| 『沙羅曼蛇』                             | 未収録                              | 収録                                | 収録                                |
| 『スプラッターハウス』 『Splatterhouse』 | PCエンジン版のみ収録                | TurboGrafx-16版のみ収録             | TurboGrafx-16版のみ収録             |
| PCエンジンタイトル 収録数                | 34                                  | 32                                  | 32                                  |
| TurboGrafx-16タイトル 収録数             | 24                                  | 25                                  | 25                                  |
| ゲームタイトル収録数                     | 58                                  | 57                                  | 57                                  |
| 付属パッドの連射機能                     | なし                                | あり                                | あり                                |

## 備考
- 本製品には、当時NEC-HEとハドソンによって提唱された規格「HE-SYSTEM」のロゴが記載されている[1]。これは、ライセンス商品の証明としてPCエンジンに関連する本体とソフトウェアには必ず記載されるもの[要出典]とされているが、ソフトリリース終了後に長らく時間の経過したバーチャルコンソールやPCエンジンアーカイブスではオフィシャルにもかかわらず使用されていない。そのため、ソフトリリース終了から長時間経過した製品としては、本規格が採用された数少ない事例である（他の例としては、PCエンジンライブラリーにて使用されたケースが挙げられる）。
- PCエンジンの商標は2019年現在、KDEおよびビッグローブの登録商標とされている[14]。発売当時はNEC-HEおよびハドソンが商標などの諸権利を保持していたが、ハドソンは2012年にKDEに吸収合併され、NEC-HEは2001年の会社解散に伴って権利関係が親会社の日本電気 (NEC) を経て、2006年にNECから分社したビッグローブ[注 9]が承継したためである[15]。なお、当初は著作権表記にはKDEおよびビッグローブの2社が表示されていた[16]が、後の発表ではビッグローブの表記が削除されている[17]（理由は不明）。
- 本体やコントローラー、並びに一部ゲームパッケージから当時あった「NEC」、「NECアベニュー」のロゴが削除されている[注 10]が、上記との関連によるものかは不明。